# Muimenta (Lugo)
Muimenta (llamada oficialmente Santa Mariña de Muimenta) es una parroquia y una villa española del municipio de Cospeito, en la provincia de Lugo, Galicia.

## Límites
Limita con los ayuntamientos de Pastoriza, Castro de Rey y Abadín.

## Organización territorial
La parroquia está formada por veinte entidades de población, constando dieciocho de ellas en el nomenclátor del Instituto Nacional de Estadística español:
- Cima de Vila
- Costa da Zapateira
- Muimenta
- O Carboeiro
- O Freixo
- Pacio (O Pacio)
- Paincegas (As Paincegas)
- Pereiras
- Porto do Sal (O Porto do Sal)
- Portoareoso
- Pozo (O Pozo)
- Rego da Cerva (O Rego da Cerva)
- Regueiriña (A Regueiriña)
- Reigosela
- Traba (A Traba)
- Valmaior
- Vila da Igrexa
- Vilar Corvelle
- Vilariño
- Villerma (A Vilerma)

## Demografía

### Parroquia
| Gráfica de evolución demográfica de Muimenta (parroquia) entre 2000 y 2019 |
|                                                                            |
| Datos según el nomenclátor publicado por el INE.                           |

### Villa
| Gráfica de evolución demográfica de Muimenta (villa) entre 2000 y 2019 |
|                                                                        |
| Datos según el nomenclátor publicado por el INE.                       |

## Patrimonio
Esta parroquia cuenta con antiguos monumentos funerarios megalíticos (medorras o mámoas), además de varios cruceros y  robles centenarios, así como una playa fluvial en el río Miño.

## Festividades
Sus fiestas patronales de Santa María se celebran el 8 y 9 de junio.

## Ferias
De todas las ferias que se celebran en Muimenta, destacan la Feira da Maquinaria Usada e Artesanía y la Moexmu (Mostra Exposición de Muimenta), que consiste en una exposición de artesanía, de ganado y de maquinaria agrícola. Además, el 1 de mayo tiene lugar la fiesta de la filloa, declarada de interés turístico por la Junta de Galicia.